# Тейо-Мару
Тейо-Мару (Teiyo Maru) — транспортне судно, яке під час Другої світової війни брало участь у операціях японських збройних сил на Тихому океані.
Судно спорудили як вантажопасажирське SS Saarland в 1924 році на верфі Blohm & Voss у Гамбургу для компанії Hamburg-Amerikanische Packetfahrt-Aktien-Gesellschaft (HAPAG), яка використовувала його на лініях до Східної Азії та Південної Америки.
У серпні 1939-го судно прибуло до Дайрену (наразі Далянь у Маньчжурії), проте не змогло вийти в рейс до Гамбургу через початок Другої світової війни. У 1940-му продане японській компанії Teikoku Senpaku та дістало назву «Тейо-Мару». Того ж року його передали компанії Naigai Kisen.
У вересні 1941-го судно реквізували для потреб Імперської армії Японії. На початку війни «Тейо-Мару» відвідало Шанхай, Такао (наразі Гаосюн на Тайвані), Гонконг, розташовану на в'єтнамському узбережжі бухту Камрань та знову Такао.
Станом на середину 1942-го судно перебувало на філіппінському острові Голо (архіпелаг Сулу), де збирались сили для вторгнення на схід острова Ява. 19 лютого 1942-го «Тейо-Мару» разом зі ще 38 транспортами вийшло з Голо (по дорозі чисельність угруповання збільшилась до 43 одиниць). Після того як бойові кораблі виграли битву в Яванському морі, транспорти вночі проти 1 березня здійснило висадку десанту на сході Яви поблизу селища Краган. Союзна авіація завдала удару по силах вторгнення та пошкодила кілька транспортів, проте «Тейо-Мару» не постраждало.
Відомо, що протягом березня — серпня 1942-го судно здійснило численні рейси, під час яких, зокрема, відвідало Сінгапур, Сайгон (наразі Хошимін на півдні В'єтнаму), Мако (військово-морська база на Пескадорських островах в південній частині Тайванської протоки), Муцуре, Кап-Сен-Жак (наразі Вунгтау у В'єтнамі), Рангун (бірманський Янгон).
На початку серпня 1942-го союзники почали операцію захоплення Гуадалканалу (Соломонові острови), що змусило японське командування перекидати сюди підкріплення. На початку листопада «Тейо-Мару» залучили до наймасштабнішої операції з доставки підкріплень на Гуадалканал і 6—8 листопада судно разом зі ще 8 транспортами пройшло з Рабаулу (головна передова база у архіпелазі Бісмарка, з якої провадились японські операції на Соломонових островах та сході Нової Гвінеї) до якірної стоянки Шортленд — прикритої групою невеликих островів Шортленд акваторії біля південного завершення острова Бугенвіль, де зазвичай відстоювались легкі бойові кораблі та перевалювались вантажі для відправлення їх далі на схід Соломонових островів. Втім, «Тейо-Мару» не взяло участі в подальшому виході 13 листопада до самого Гуадалканалу, під час якого були втрачені всі 11 залучених транспортів.
25 листопада 1942-го судно полишило Рабаул та попрямувало на Палау (важливий транспортний хаб на заході Каролінських островів), а далі опинилось у Китаї, де його залучили до операції з перекидання на Соломонові острови 6-ї піхотної дивізії Імперської армії Японії. Для цього в окупованому Шанхаї сформували конвой № 35, складений з чотирьох частин. «Тейо-Мару» увійшло до групи А, яка 21 грудня вийшла з Шанхаю, 5 січня 1943 року прибула до Мако, після чого пройшла до розташованого в центральній частині Каролінських островів атола Трук (ще до війни тут була створена потужна база ВМФ, з якої до лютого 1944 року провадились операції в низці архіпелагів). 15 січня 1943-го група А рушила в південно-східному напрямку, маючи на меті пройти через Бугенвільську протоку (розділяє острови Бугенвіль та Шуазель на заході Соломонових островів) та укритись на Шортленді. 19 січня на північному підході до Бугенвільської протоки підводний човен потопив одне з суден групи, проте іншим (і серед них «Тейо-Мару») 20 січня вдалось прибути на Шортленд.
Наприкінці лютого 1943-го «Тейо-Мару» перебувало в Рабаулі, де його вирішили залучити до великої операції з доставки підкріплень японським гарнізонам Лае та Саламауа (в затоці Хуон на східному узбережжі Нової Гвінеї). «Тейо-Мару» взяло на борт 1988 військовослужбовців, дві 100-мм гармати, дві польові гармати, кілька автомобілів, 6 десантних барж «Дайхацу», два десятки катерів та великий обсяг інших припасів. У ніч проти 1 березня конвой вийшов із Рабаула. Союзники організували протидію шляхом ударів авіації (події, що стали відомі як битва в морі Бісмарка) та в підсумку потопили всі транспорти. 2 березня в районі мису Глочестер (західне завершення Нової Британії) «Тейо-Мару» зазнало легких пошкоджень від авіанальоту, проте продовжило рух. 3 березня судно поцілили 2 торпедами та 4 бомбами, ще 11 бомб вибухнули поблизу. Як наслідок, «Тейо-Мару» затонуло в Соломоновому морі за пів сотні кілометрів на південний схід від Фіншгафену, загинуло 33 члени екіпажу та 1882 військовослужбовці.